# Louny
Louny település Csehországban, Lounyi járásban. Louny Raná, Smolnice, Chlumčany, Chraberce, Černčice, Postoloprty, Cítoliby, Jimlín, Lenešice, Chožov, Blšany u Loun, Brodec, Vršovice, Líšťany és Dobroměřice településekkel határos. Lakosainak száma 18 053 fő (2024. január 1.).

## Népesség
A település lakosságának változását az alábbi diagram mutatja:
| Lakosok száma | 4260 | 10 212 | 12 266 | 12 209 | 23 034 | 18 121 | 18 407 | 18 351 | 17 563 | 18 053 |
|               | 1869 | 1900   | 1921   | 1961   | 1980   | 2011   | 2016   | 2019   | 2021   | 2024   |